# 吴兴龙
吴兴龙（1964年1月27日—），中共党员，南京大学教授，主要研究领域半导体纳米结构材料的电子和声子特性。1999年获得中国国家自然科学四等奖，中华人民共和国教育部2007年度“长江学者”特聘教授。

## 生平
1980至1983年，就读于宁波师范学院（今宁波大学）物理系，后留校任助教；1988至1990年任职于宁波市科学技术委员会；1990年就读于南京大学，后留校任教。1995年起曾担任香港城市大学、意大利理论物理中心的访问学者。